# Rosenbach
Pour les articles homonymes, voir Rosenbach (homonymie).
Rosenbach est une commune de Saxe (Allemagne), située dans l'arrondissement de Görlitz, dans le district de Dresde.